# Tractat de Ceprano (1080)
El Tractat de Ceprano fou signat el 29 de juny del 1080 entre el papa Gregori VII i Robert Guiscard. Conformement a l'acord, els Estats Pontificis reconeixien les conquestes normandes a la Itàlia meridional i el títol de duc de la Pulla i Calàbria, mentre que aquests últims juraven fidelitat i protecció al pontífex.

## Context històric

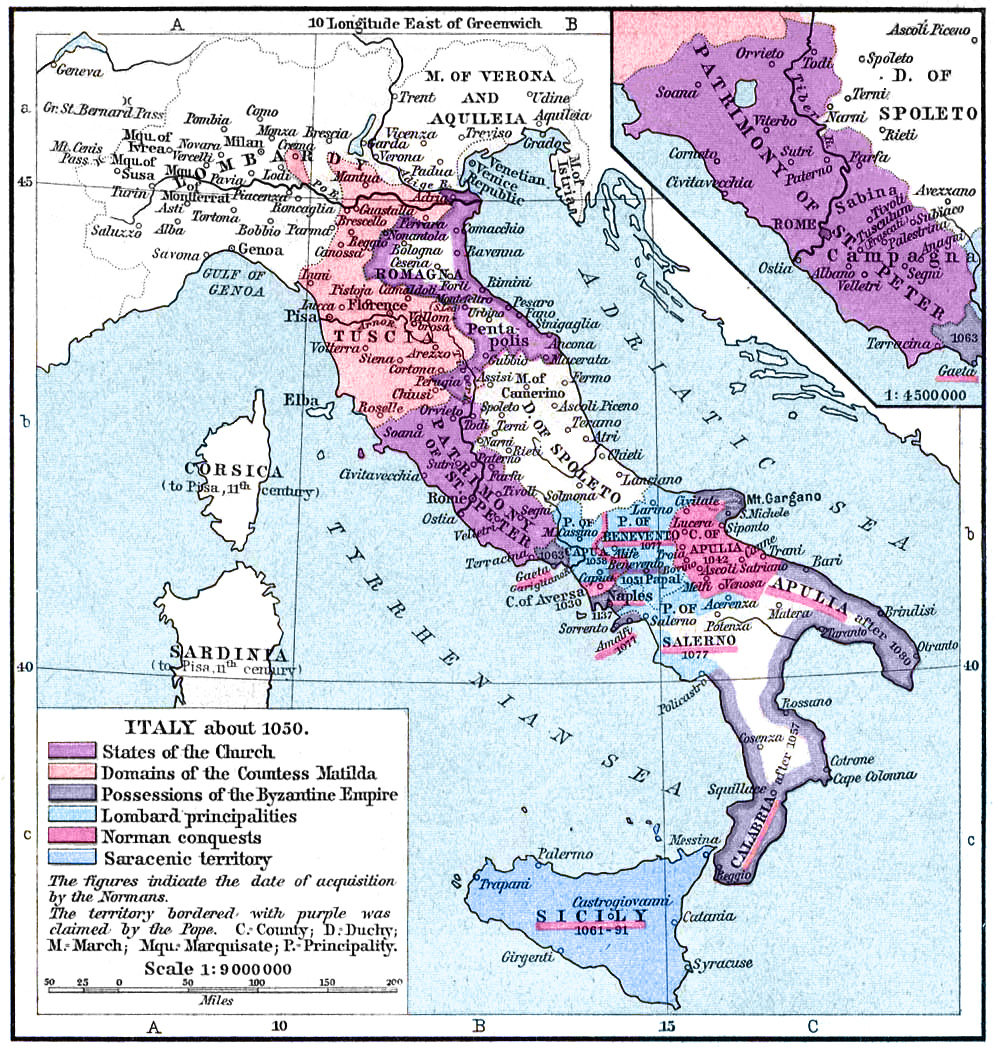
Itàlia cap al 1050

L'arribada dels primers Hauteville a la Itàlia meridional es produí a la primera meitat del segle xi. Emigraren de les seves terres natals a Normandia empesos per factors demogràfics i econòmics. A la Itàlia meridional ho tingueren fàcil per sobreposar-se als representants de l'Imperi Romà d'Orient, que havien suscitat l'animadversió de la població local. En poc temps, els primers mercenaris normands a desembarcar a Itàlia (entre els quals destaquen Guillem d'Hauteville, dit «Braç de Ferro», i els seus germans Drogó i Umfred) reeixiren a imposar-se en el panorama dels senyors que es bregaven per aprofitar el malcontentament contra els romans d'Orient en pro de les seves ambicions.
Ja el 1059, amb el Tractat de Melfi, els normands havien rebut el reconeixement papal de les seves conquestes i el nomenament com a duc de la Pulla i Calàbria de Robert Guiscard, germanastre de Guillem, que havia arribat a Itàlia amb un seguici petit, però que en poc temps ja destacava per la seva astúcia i els seus èxits militars a Calàbria. Tanmateix, en els anys següents tornaren a aparèixer friccions entre les parts, tant per les ambigüitats i imprecisions del tractat com per l'hostilitat dels normands, que penetraven en territoris que pertanyien de iure i de facto als Estats Pontificis, violant les disposicions del tractat.
Els Hauteville, en conflicte amb els romans d'Orient, que els havien reprès ciutats importants, tenien pressa per consolidar les seves conquestes, alhora que emprenien la conquesta de Sicília: Guiscard conquerí Amalfi el 1076, prengué Salern el 1076 i assetjà Benevent el 1077. Tanmateix, les conquestes distaven molt d'unificar el territori a causa de les freqüents revoltes dels barons locals i de les lluites intestines entre els normands, atiades per la manca de legitimació oficial del poder que Guiscard havia obtingut al camp de batalla.
El papat, alhora, vivia un període de tensió amb el Sacre Imperi Romanogermànic per la Lluita de les Investidures, que havia culminat en l'elecció de l'antipapa Climent III i l'excomunió de l'emperador d'Enric IV. El papa Gregori VII mirava de preparar-se per la probable guerra incipient contra l'imperi i, alhora, de pacificar el seu flanc meridional per evitar trobar-se encaixonat entre dos enemics. A tal fi, es presentà la possibilitat de concloure una nova aliança amb Guiscard, ja excomunicat tres vegades pel pontífex.

## Tractat
Gregori VII encarregà a l'abat de Montecassino, Desideri (el futur papa Víctor III), un conegut amic dels normands, l'organització d'una trobada que s'acabà celebrant el 29 de juny del 1080 a l'església de Sant Paternià de Ceprano.
Segons el cronista Guillem de la Pulla, el guerrer normand, alt i orgullós, es posà de genolls i besà devotament els peus del pontífex, repetint el jurament prestat el 1059 al papa Nicolau II i que havia violat una vegada i una altra. Entre les condicions del tractat hi havia de fet la promesa de fidelitat de Robert al papat, cosa que implicava l'obediència al pontífex i el suport en cas de petició d'auxili, així com el pagament de tributs. Els territoris normands abastaven la major part de la Itàlia meridional, excloent-ne Amalfi, Salern i la part de la Marca de Fermo situada al sud del riu Tronto, que el papa definí com a injustament sostretes a l'Església:
| «                                            | Jo, Gregori, t'investeixo a tu, Robert, duc d'aquella Terra que et concediren els meus predecessors Nicolau II i Alexandre II, de grat record; després, de l'altra terra que tu posseeixes injustament, com és Salern, Amalfi i una part de la Marca de Fermo, Jo pateixo les teves conquestes, confiant en Déu omnipotent i en la teva rectitud, que ben aviat et regularitzaràs d'aquella manera per l'honor de Déu i de sant Pere, que a tu i a mi ens semblarà adient, sense perill per a la teva ànima i la meva. | » |
| — Epist. Greg.VII in to. 3 Decret., pàg. 825 | |   |

Així mateix, Guiscard reconeixia la sobirania de la Santa Seu sobre Benevent, ja cedida al papat després de la batalla de Civitate del 1053, aleshores reduïda a ciutat d'importància secundària respecte a l'esplendor del Ducat de Benevent al segle viii.
Per contra, Gregori VII reconeixia les conquestes normandes a la Itàlia meridional i concedia a Robert Guiscard el títol de duc de la Pulla i Calàbria, segellant el seu poder i donant una justificació moral a les seves ambicions expansionistes; per la mateixa ocasió, retirà l'excomunió imposada el 1074 per l'atac normand a la ciutat de Benevent.

## Conseqüències

Itàlia el 1084

Gregori VII quedà molt satisfet amb l'acord, creient que s'havia assegurat un aliat important i poderós. Convençut de la fidelitat del normand, el papa no trigà a promulgar una encíclica per a una croada encapçalada per Robert en auxili de l'emperador romà d'Orient Miquel VII, que havia estat deposat pel seu general Nicèfor, a la qual Robert no respongué.
En altres aspectes, les relacions entre les dues parts també foren bastant agres. De fet, Guiscard tenia altres intencions i el tractat responia només a un objectiu personal, incloent-hi el pretext per a la invasió normanda de l'Imperi Romà d'Orient. Robert feu la guerra a Nicèfor i conquerí Dirràquion, Corfú i Aulona amb l'excusa de defensar els interessos de Constantí Ducas, amb qui havia estat promesa Olímpia, filla de Robert. Constantí havia estat exiliat després de la deposició del seu pare.
Per altra banda, el normand no volia enfangar-se pel papa, especialment en els conflictes amb Enric IV. Finalment, el 1084, després de les seves accions militars a Orient, Guiscard sortí en auxili del papa, assetjat per les tropes de l'emperador alemany, però arribà tard per impedir el saqueig de Roma i la deposició de Gregori VII.
Aquesta història amb alts i baixos acabà el 1085, quan els dos signataris del tractat moriren amb pocs mesos de diferència.